# ハイミー
ハイミーは、味の素株式会社が製造・販売する複合調味料である。1962年の発売当時は商品名に「ハイ・ミー」と「・（中黒）」が入っていたが、1979年より「ハイミー」の表記に改められている。

## 歴史
1913年、東京帝大教授池田菊苗の弟子の小玉新太郎は、鰹節のうま味成分がイノシン酸であることを解明した。味の素社は早期から調味料としての実用性に着目し、1933年に「魚肉より調味料を製造する方法」として特許を取得した。東京大学農学部の国中明は、酵母の核酸を、発酵培養で得られた酵素で分解してイノシン酸とグアニル酸を得る方法、そしてこれらが呈味物質であることを解明した。
ヤマサ醤油はこれに基づき1957年に特許を出願。武田薬品工業は、グアニル酸がシイタケのうま味成分であることを解明し、ヤマサ醤油とは異なる製造法の特許を出願し、味の素社は、1959年にグルタミン酸ナトリウム（MSG）に微量のイノシン酸ナトリウムを添加すると呈味力が相乗的に増加する効果を確認し、同年9月に特許を出願したが、ヤマサ醤油は前年4月に、すでにMSGと核酸との相乗効果に関する特許を出願しており、1961年4月にイノシン酸の相乗効果とグアニル酸の相乗効果とに特許を2分割した。味の素社と武田薬品は、ヤマサ醤油に対し実施料を支払うことで許諾を受けることとなった。このヤマサ醤油の特許であるが、のちの1970年に特許料の一部の不納によりヤマサ醤油は権利を喪失。味の素社、ヤマサ醤油、武田薬品工業、旭化成工業、協和醗酵の5社の特許係争の和解につながっている。
味の素社は煮干しからの抽出法によるイノシン酸Naの工業化に踏み切り、1960年10月に、MSGに2%のイノシン酸Naをコーティングした、世界初の複合調味料「味の素プラス」を発売。翌年3月には、イノシン酸Naのコーティング量を4%にした「強力味の素プラス」を発売した。しかし、同年4月に武田薬品から、イノシン酸Na・グアニル酸Naの混合物を8%配合した「いの一番」、同11月にはヤマサ醤油からイノシン酸Na12%配合の「フレーブ」を発売開始。これらの競合他社は酵母核酸分解法による核酸の低コストな大量生産が可能で、競合商品は強力味の素プラスに比べ呈味力が勝っていた。
味の素社はイノシン酸を大量生産する独自技術の研究に注力し、発酵法と合成法を組み合わせる方法を開発した。この技術は、1968年4月に日本化学会科学技術賞、1969年4月には大河内記念生産賞を受賞している。1962年11月、MSGにイノシン酸Naを12%コーティングした「ハイ・ミー」の発売を開始。競合品に比べても遜色ない商品であったが、1年以上後発となり市場占有率の確保は難航した。消費者向けのエプロンプレゼントキャンペーンや、販促部隊による小売店への陳列ケース設置などが功を奏し、1966年には同種製品の市場占有率首位となった。
家庭用「味の素」には、1965年11月よりイノシン酸Naを1%コーティング、1968年11月からは5'-リボヌクレオチド二ナトリウム（イノシン酸Naとグアニル酸Naの混合物）1.5%配合となり、2015年現在は、グルタミン酸Na97.5%、イノシン酸Na・グアニル酸Na各1.25%の配合となっている。

## 成分
2015年現在の「ハイミー」は家庭向け：グルタミン酸ナトリウム92%、イノシン酸ナトリウム・グアニル酸ナトリウム各4%、業務用：グルタミン酸ナトリウム92%、5'-リボヌクレオチド二ナトリウム(※)8%（イノシン酸ナトリウム・グアニル酸ナトリウム各4%）の配合で、「味の素」に比べイノシン酸Na・グアニル酸Naの配合量が多いことから、味の素社では少量でうま味を効かせることができ、煮込み料理や酢の物、味噌を使った料理に適しているとしている。
(※)5'-リボヌクレオチド二ナトリウム = イノシン酸Naとグアニル酸Naの混合物。
家庭向けのハイミーに含まれるイノシン酸NaとグアニルNaはキャッサバ芋などの植物を発酵させて製造され、「イノシン酸ナトリウム」「グアニル酸ナトリウム」と分別表示されているが、業務用はタピオカ・とうもろこしのでんぷんから発酵させて製造・混合され、「5'-リボヌクレオチド二ナトリウム」と表示されている。実質上、家庭用と業務用に分量の差異はないが、原料が異なる。
家庭用は佐賀県佐賀市にある味の素九州事業所で製造され、神奈川県川崎市川崎区の味の素食品川崎工場で容器に充填する体制が採られている。
業務用は佐賀県佐賀市にある味の素九州事業所で製造され、佐賀県佐賀市のエース構内サービス株式会社で容器に充填する体制が採られている。
1992年出版の書籍では、「ハイミー」の成分は、グルタミン酸ナトリウム90.0％、イノシン酸ナトリウム・グアニル酸ナトリウム各4.5%、コハク酸ナトリウム1.0％であった。

## 広報活動
テレビCMは「♪ハイミー、パパパーッ」のCMソング（作曲：はやし・こば、歌唱：のこいのこ）が1970年代から1980年代にかけて放送されていた。中でも1971年に製作された宮崎県民謡「いもがらぼくと」の替え歌をCMソングに使用し、宮崎県の郷土料理「カボチャのけんちん揚げ」をハイミーで作るという内容のCMは、ACCCMフェスティバルのグランプリを受賞している。また1980年代前半には、高峰秀子と市原悦子が声のみで出演し、煮物をハイミーで仕上げるという内容のCMも話題になった。

## ハイ・ミー事件
一旦パチンコ業者に卸売した「ハイ・ミー（当時の名称）」をパチンコの遊技者から買い集め（三店方式）、味の素社に無断で「ハイ・ミー」の商標を貼付した段ボール箱に梱包し、新品を装って再びパチンコ業者に販売した被告に対し、最高裁判所は商標法37条に違反するとの判決を下した。（1971年7月20日、最高裁昭和44(あ)2117号）